# Pseudophiloscia donanensis
Pseudophiloscia donanensis är en kräftdjursart som beskrevs av Nunomura 1986. Pseudophiloscia donanensis ingår i släktet Pseudophiloscia och familjen Philosciidae. Inga underarter finns listade i Catalogue of Life.